# Keith Mars
Pour les articles homonymes, voir Mars.
Keith Mars est un personnage fictif de la série Veronica Mars. Il est incarné par Enrico Colantoni.
Keith est le père de Veronica Mars. Il adore sa fille avec qui il partage une vraie complicité et envers qui il est très protecteur. Keith était à l'origine le shérif du comté fictif de Balboa mais a dû se résoudre à devenir détective privé.

## Biographie
Pour avoir accusé le millionnaire influent Jake Kane pour le meurtre de sa fille Lilly et créé ainsi un énorme scandale, Keith Mars est renvoyé du poste de shérif. Sa crédibilité est sérieusement remise en cause lorsqu'Abel Koontz confesse le crime. Au même moment, sa fille Veronica devient la bête noire du lycée pour avoir soutenu son père envers et contre tout. Sa femme Lianne ne supporte pas cette situation et choisit de le quitter. Malgré ces épreuves, il refuse de quitter la ville et ouvre une agence de détective privé sous le nom de Mars Investigations. Veronica devient sa partenaire malgré lui.
Avec l'aide de Veronica, Keith parviendra à appréhender le meurtrier de Lilly Kane. Il devient une célébrité locale et écrit même le livre Big murder, small town (« Gros meurtre, petite ville ») sur l'affaire. Le livre est un succès.
Après la mort du shérif Don Lamb, il redeviendra shérif de Neptune par intérim, à la demande du maire. Toutefois, son élection à la fin de la saison 3 est menacée par la candidature du détective privé Vincent "Vinnie" Van Lowe et il sera mis en examen pour avoir détruit des preuves incriminant sa fille.
9 ans après ces évènements, Keith est toujours détective privé. Il tente de continuer ses affaires malgré la corruption qui règne à Neptune et à l’incompétence du shérif Dan Lamb, frère de l'ancien shérif Don Lamb. Il est victime d'un grave accident de la route dans lequel meurt l'adjoint du shérif Jerry Sacks, qui était sur le point de lui faire des révélations sur la corruption des services de police de la ville.
Quelques années plus tard, il est toujours détective privé, associé avec sa fille. Ils enquêtent sur l'explosion d'une bombe dans un hôtel situé sur la promenade de Neptune, le Sea Sprite. En plein Spring Break, la ville est en ébullition : un nouveau plan municipal doit être voté. Keith subit encore les séquelles de son accident de voiture. Il se déplace avec une canne. De plus, il se rend compte qu'il a des pertes de mémoire. Il est très inquiet mais n'en parle pas tout de suite à sa fille. Finalement, il s'avère qu'il ne souffre d'aucune maladie. Ses pertes de mémoire sont dues aux médicaments pour sa jambe.

## Centres d'intérêt
Keith adore la cuisine italienne, passer du temps avec Veronica, le jazz et les films policiers. Ses musiciens préférés sont Louis Armstrong, Miles Davis, Thelonius Monk, Aretha Franklin, The Beach Boys, The Everly Brothers, Blue Öyster Cult et Fleetwood Mac. Ses films préférés sont Les Copains d'abord, La Castagne, Fenêtre sur cour et Le shérif est en prison. Il aime également zapper sur Food Network, Austin City Limits et Charlie Rose. Ses « héros » sont sa fille et Humphrey Bogart.

## Apparitions
Keith est apparu dans chaque épisode de Veronica Mars à ce jour et c'est le seul personnage, hormis l'héroïne, à l'avoir fait. Il est également présent dans le film Veronica Mars sorti en 2014.
Le personnage apparait également dans les romans The Thousand-Dollar Tan Line (2014) et Mr. Kiss and Tell (2015) de Rob Thomas et Jennifer Graham.